# 鹽泉縣 (秦州)
鹽泉縣，唐武德九年析伏羌縣置鹽泉縣，屬秦州，貞觀元年更名夷賓縣。